# Света Богородица (Боянчище)
„Света Богородица“ (на македонска литературна норма: „Света Богородица“) е възрожденска православна църква в тиквешкото село Боянчище, южната част на Северна Македония.
Църквата е изградена през XIX век и изписана в 1865 година според надписа на западната страна от гредата между наоса и притвора, който гласи: „1865 месец мая на ден 12 майстор Спасе от Деборската каза и Доне брат Негров од село Гари”. Църквата е еднокорабна с изведен равен дървен таван. Има изграден трем от южната и западната страна. Фреските от първата зона са светци в цял ръст и се изобразени високо над седалките. Втората зона е с много сцени и композиции от живота на Исус Христос. Живописта се разпада и църквата е запусната.